# 芍陂の役
芍陂の役（しゃくひのえき）は、中国三国時代の241年（魏の正始2年、呉の赤烏4年）に、魏と呉の間で行われた戦い。呉帝孫権は、四路から魏を攻めたが、芍陂が主要な戦場であったことから芍陂の役と呼ばれている。実態としては揚州方面と荊州方面の二正面攻撃であり、戦場は広範囲に渡った。

## 事前の経緯
241年春正月、呉の零陵太守である殷礼は、魏帝曹芳が非常に幼く即位してからまだ間もない事から、今が魏を征伐する絶好の機会であると呉帝孫権に進言し、以下のような計画を立案した。まず、荊州・揚州の民を徴兵し、強者を前線に送り老弱の者に後勤を命じる。それから蜀と連携を図り長安方面へ出兵させる。呉軍は諸葛瑾、朱然を襄陽へ、陸遜・朱異を寿春へ進軍させ、孫権自らも親征軍を率いて淮河を北に進み青州・徐州へ侵攻する。襄陽や寿春を包囲し、長安以西も蜀軍の攻撃を受ければ、許昌や洛陽に動揺がうまれるであろう。その後、魏軍を四路のうち一路でも打ち破る事が出来れば戦線は崩壊して他の三路もやがて瓦解し、そこで更に攻勢をかければ中原一帯を平定するのは容易であろう、というものであった。孫権は失敗したときの危険性を考慮してこの作戦自体は容れなかったが、魏への大規模出兵を決意するに至った。

## 戦いの経緯
夏4月、孫権は曹魏征伐の兵を挙げ、揚州・荊州の二方面より侵攻を開始した。揚州方面では、全琮が淮南に、諸葛恪が六安に軍を進めた。また荊州方面では、朱然が樊城に、諸葛瑾・歩騭が柤中にそれぞれ軍を進めた。

### 揚州方面
魏軍は前線基地である巣湖・寿春に重点的に兵を配備しており、諸葛恪軍は廬江郡の役所がある六安を攻撃、これに対し魏軍は、文欽が迎撃に当たった。その間に、全琮軍は魏の揚州の拠点である寿春に侵攻し、芍陂にある堤防を決壊させ、魏の兵糧庫を焼き住民を捕虜にした。
全琮と王淩が拠点を争い、全琮配下の秦晃が王淩千人余りを斬った。この時、州兵の多くが休暇に出ていたが、揚州刺史孫礼は残りの部隊を指揮して淮南の呉軍と戦い、その間に王淩が援軍として孫礼に合流すると、芍陂で力戦して呉の秦晃以下十数人を斬り、全琮を退却させた。魏軍士卒の大半が死傷したが、かろうじて戦線を維持した。呉軍はなおも張休・顧譚・顧承が奮戦して敵を押し止めた。後に魏軍がその戦地に駐屯する。魏軍が鈍った機を掴んで、全端と全緒が反撃して魏軍を撃退した。
5月に皇太子である孫登が死去するという大事件が起こっており、6月に芍陂戦線の呉軍は撤兵した。それに伴い軍の進路を確保していた諸葛恪も撤兵をした。

### 荊州方面
一方、歩騭・諸葛瑾は魏呉の緩衝地域である柤中に駐留し、呉軍の進路の確保を行った。また、樊城に軍を進めた朱然は城を包囲し、呂拠や朱異に命じて樊城の外郭を破壊した。魏の荊州刺史胡質はすぐさま援軍を率いて樊城に赴き呉軍と対峙した。このとき胡質の配下は、呉軍の勢いが盛んである事を危惧し、機を待ってから攻勢をかけるべきであると進言したが、胡質は言った。「樊城は城壁が低く兵力にも乏しい。早急に救援しなければ危険である」と。呉軍との間には兵力差が大きかった為、包囲を解く事はできなかったものの、城内の守備軍は援軍到来の報に大いに士気を高めた。都督荊豫二州諸軍事の夏侯儒も樊城の救援に向かい、迎撃のため鄧塞に駐屯したものの、兵が少なかったため樊城近くで鳴り物を鳴らすだけで交戦はしなかった。
5月、魏軍は苦境に苛まれ、一カ月以上を経っても包囲を解く事はできなかった。呉の朱然らが樊城を包囲すると、司馬懿は兵を起こし樊城の援軍に向かった。このとき呉国内では、皇太子である孫登が死去するという大事件が起こっており、また柤中に駐屯している諸葛瑾も病気を患い軍の指揮がまともに出来ない状況にあった。6月、司馬懿が到着する前に、戦果を挙げた朱然は樊城から無事に撤退した。それに伴い軍の進路を確保していた歩騭、敵の資源を奪い取った諸葛瑾も撤兵をした。
司馬懿は朝廷の反対を押し切り、自ら進み出て軽騎兵を率いて救援に赴いた。朱然は司馬懿軍の迎撃に当たったが、一進一退の攻防を繰り返し戦線は膠着化する。朱然は夜中に撤退を開始し魏軍に気づかれないよう慎重に軍を後退させたが、司馬懿はその動きを読んでおり、夏侯儒と胡質らに追撃を命じた。朱然軍は三州口まで退いたところで魏軍の追撃を受け、1万人以上の犠牲者を出して船艦物資の多くを失ったが、かろうじて退却する事ができた。

## 戦後
魏はこの戦いの後国力の増強に努めた。まず、水軍の整備と調練を行い、呉の強力な水軍と十分に対抗できるようにした。次に、食糧事情を安定させるため、鄧艾の主導で洛陽から寿春にかけて揚州・豫州一帯の大規模な開墾を行った。また、船で大軍を南下させて長江や淮水に送ることができるようにするため、河川の渠道を開いて灌漑と水運を改善させた。これにより、呉への備えはより盤石なものとなった。
呉はこの戦いの後も拡張を続けている。数年間も珠崖・儋耳の地を討たせ、魏領を攻め続け戦った。